# Ein Jackpot zum Sterben!
Ein Jackpot zum Sterben! (Originaltitel Jackpot!) ist eine US-amerikanische Actionkomödie aus dem Jahr 2024 von Regisseur Paul Feig mit Awkwafina und John Cena in den Hauptrollen. Der Film wurde von Amazon MGM Studios am 15. August 2024 auf Prime Video veröffentlicht und erhielt gemischte Kritiken.

## Handlung
Im Jahr 2030 ruft die finanziell angeschlagene Regierung von Kalifornien eine große Lotterie ins Leben, bei der der ausgeloste Gewinner bis zum Sonnenuntergang überleben muss. Jeder andere Lotterie-Teilnehmer kann bis dahin den Gewinner töten, um stattdessen den Millionengewinn zu erhalten, wobei keine Schusswaffen verwendet werden dürfen.
Die ehemalige Kinderschauspielerin Katie Kim kommt in Los Angeles an, in der Hoffnung, wieder ins Schauspielgeschäft einzusteigen, ohne von der Lotterie und ihrem Rekord-Jackpot von 3,6 Milliarden Dollar zu wissen. Sie mietet ein Zimmer bei der geldgierigen Shadi und ihrem Freund DJ und nimmt an einem enttäuschenden Vorsprechen teil, bei dem sie versehentlich an der Lotterie teilnimmt (in der Tasche der von Shadi geborgten Jacke befindet sich ein Los) und den Jackpot gewinnt. Sie wird von allen um sie herum sofort angegriffen. Bald darauf findet sie Noel Cassidy, einem freiberuflichen Lotterieschutzagenten, der seine Dienste im Austausch gegen 10 % ihres Gewinns anbietet. Noel und Katie fliehen in seinem Auto. Katie erfährt, dass eine Drohne, die Katie verfolgt, alle 14 Minuten ihren Standort bekannt gibt, dass sie aber offiziell aus der Lotterie aussteigen kann, wenn sie den Grapevine-Highway am Rande der Stadt erreicht.
Da Katie Noel nicht vertrauen will und erkennt, dass auch die Polizei sie töten will, flieht sie zu Fuß. Ein mitfühlender Wachmann lässt sie sich in einem Wachsfigurenkabinett verstecken, aber ein Anruf von Shadi führt diese und DJ zu Katies Aufenthaltsort. Sie entkommt und wird von Noel gerettet, der von Shadi, DJ und einem Sightseeing-Bus voller Touristen verfolgt wird. Sie fahren zu Machine Gun Kellys Villa und nehmen seinen Panikraum in Beschlag, wo sie ihn mit Betäubungspfeilen außer Gefecht setzen. Noel versichert Katie, dass er ihr helfen wird. Shadi zwingt Machine Gun Kelly, den Code des Panikraums preiszugeben, was Noel dazu zwingt, einen Gefallen bei der Lewis Protection Agency (LPA) einzufordern. Bevor die Meute eindringen kann, schließt die LPA ihre Telefone kurz und bringt Katie und Noel in Sicherheit.
In der Hightech-Anlage der LPA trifft Katie auf Louis Lewis, den Leiter der Agentur, der sich bereit erklärt, sie zu beschützen, wenn die LPA und Noel jeweils 30 % des Preisgeldes erhalten. Noel enthüllt, dass er und Louis die einzigen Überlebenden eines Söldnerteams sind und dass Noel seine Schutzgelder verwendet, um die Familien ihrer gefallenen Kameraden zu unterstützen. Katie erhält eine aufwändige Verkleidung und bereitet sich darauf vor, in Sicherheit gebracht zu werden, jedoch vermutet Noel, dass die LPA ihre Kunden ermordet hat, um die Gewinne zu kassieren. Er lässt die Meute in die Einrichtung, damit Katie allein flüchten kann, und wird von Louis gefangen genommen.
Bevor Katie den Grapevine-Highway erreichen kann, ruft Louis an und droht, Noel zu töten, wenn sie sich nicht ergibt. Louis bringt Noel zu einem verlassenen Theater und gibt zu, dass er ihre Mitsöldner getötet hat, um einen Vorrat an Gold für sich zu behalten. Katie trifft ein und zwingt Louis, Noel zu verschonen, indem sie damit droht, sich selbst zu töten und den Jackpot zu verlieren, wobei sie als Beweis einen Livestream auf ihrem Handy aufzeichnet. Der Livestream ruft Katies Unterstützer auf den Plan, und sie und Noel kämpfen gegen die Meute und die LPA. Als sie von Louis hoch über der Bühne in die Enge getrieben wird, gelingt es Katie, ihn mit seiner eigenen Handgranate zu töten, stürzt dabei jedoch vom Gerüst. Katie wird von einer Gruppe Unterstützer aufgefangen, die ihr zu Hilfe gekommen sind. Daraufhin läuft die Frist für die Lotterie ab. Katie und Noel feiern ihren Sieg.
Sechs Monate später haben Katie und Noel ihr Preisgeld verwendet, um eine Reihe von Geschäften und gemeinnützigen Organisationen zu eröffnen, darunter ihre eigene Schutzagentur, die Lotteriegewinner kostenlos bewacht. Außerdem haben sie eine Superyacht gekauft und erkennen, dass das Geld sie verändert hat. Machine Gun Kelly bestellt einen verbesserten Panikraum. Die kalifornische Lotterie beschließt, ins ganze Land zu expandieren.

## Kritik
Der Filmdienst befindet, die Action-Komödie überzeuge „nicht nur durchs gekonnte Gekabbel ihrer Hauptdarsteller, sondern auch durch originelle Action-Choreografien, die reichlich Slapstick-Komik versprühen“. Den „bissigen Witz rund um eine marode Gesellschaft, in der die Solidarität zum Teufel gegangen“ sei, baue der Film „nach seinem satirischen Auftakt allerdings nicht weiter aus“, sondern beschränke „sich weitgehend darauf, das ungleiche Duo von einer irrwitzigen Konfrontation in die nächste schlittern zu lassen“.